# Zatoka Kimbe
Zatoka Kimbe (ang. Kimbe Bay, często nazywana Coral Crucible) – duża zatoka położona przy Nowej Brytanii Zachodniej; części Nowej Brytanii (największej wyspy w Archipelagu Bismarcka), na terenie Papui-Nowej Gwinei.

## Charakterystyka
Zatoka Kimbe ma powierzchnię 13 000 km²; w przybliżeniu 12 razy mniejszą niż Polska. Miejsce to zamieszkuje 860 do 900 gatunków ryb występujących w rafach koralowych, 400 gatunków koralowców oraz co najmniej 10 gatunków delfinów i waleni. W zatoce znajduje się około 5 procent światowej bioróżnorodności morskiej.
Zatokę zamieszkuje 4 krytycznie zagrożone, 11 zagrożonych i 173 wrażliwe gatunki. Należą do nich m.in. piły zwyczajne (Pristis pristis), Carcharhinus hemiodon, żółwie oliwkowe (Lepidochelys olivacea) czy żółwie skórzaste (Dermochelys coriacea), głowomłoty tropikalne (Sphyrna lewini) oraz gatunki z rodzaju płetwali (Balaenoptera). Ze 173 wrażliwych gatunków żyjących w Zatoce Kimbe, aż 159 to korale madreporowe (Scleractinia).
Na wyspie Nowa Brytania, tuż przy zatoce występuje kilkanaście wulkanów, czynnych jest jednak tylko trzy lub cztery. Zatoka jest częścią tzw. trójkąta koralowego. Z tego powodu jest to morski obszar chroniony (ang. Marine Protected Area, w skrócie MPA). Kimbe Bay zamieszkuje 60 procent gatunków koralowców z całego świata, w tym duża część to rzadkie i zagrożone wyginięciem.

### Podział
Kimbe dzieli się na pomniejsze zatoki; są to (od zachodu):
- Wangore Bay
- Stettin Bay
- Commodore Bay
- Bangula Bay

### Urbanizacja

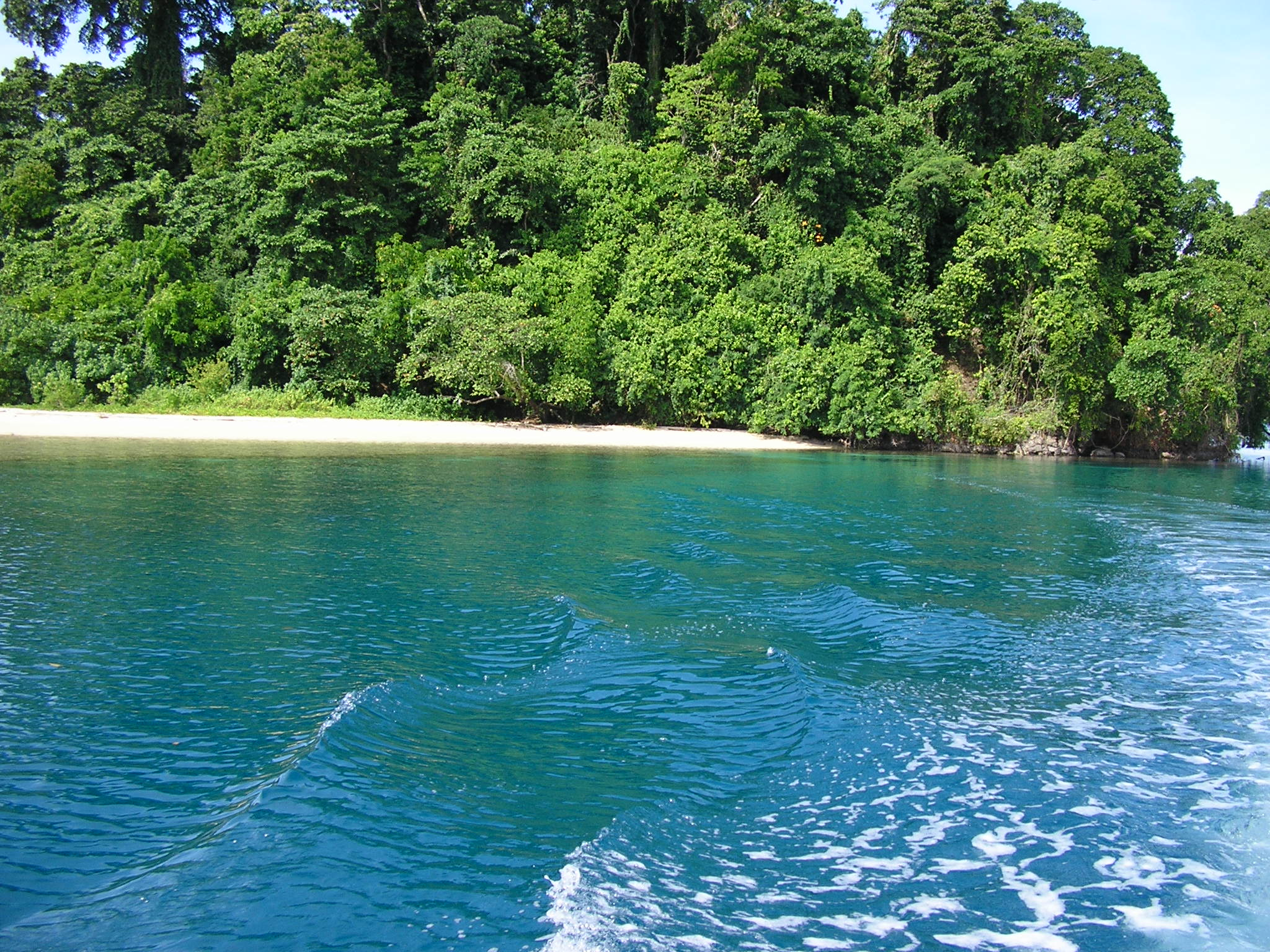
Restorf Island znajdująca się na terenie Kimbe Bay

Przy zatoce znajduje się wiele miejscowości nadbrzeżnych. Największe z nich to:
- Kimbe
- Numundo
- Vavua
- Sulu
- Kiava
- Bubu
- Ulamona

### Rafy koralowe
- Agu Reef
- Ann Sophie Reef lub Anne Sophie Reef

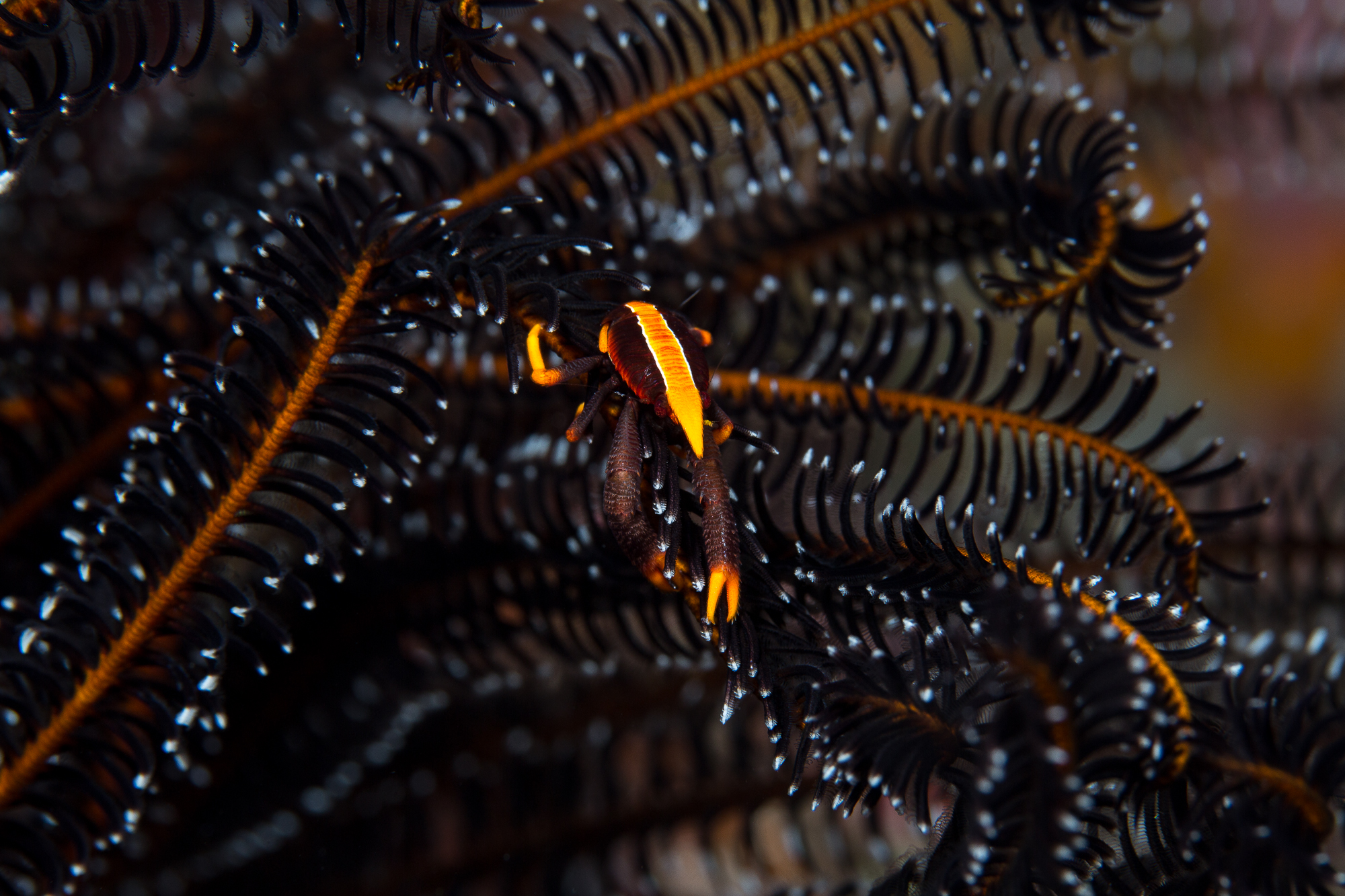
Kimbe Bay jest popularny wśród nurków ze względu na występowanie dużych raf koralowych; na zdjęciu Allogalathea elegans

- Christines Reef
- Ema North lub North Emma
- Ema South lub South Emma
- Harmaines Reef
- Nancys Reef
- JJ Reef
- Tele Reef
- First Reef
- Donnas Reef
- Kristy Janes Reef
- Vanessas Reef
- Sussans Reef
- Lumu Reef
- Katherines Reef
- Maro Reef
- Hogu Reef
- Wulu Reef
- Margetts Reef
- Roberts Reef
- Reesons Reef
- Paluma Reef
- South Bay Reef
- North Bay Reef[6][10]

### Turystyka
Z powodu walorów przyrodniczych Zatoka Kimbe jest bardzo popularna wśród nurków. W większości zakwaterowanie oferują prywatne firmy oraz pensjonaty.

#### Miejsca nurkowe
- Bradford’s Shoal – podwodne wzniesienie, często odwiedzane przez turystów jako miejsce nurkowe. W miejscu tym żyją korale madreporowe. Istnieje również wiele kolonii koralowców z rodzaju Sinularia oraz Sarcophyton. Wśród koralowców występuje wiele gatunków ryb rafowych, takich jak Gramma loreto czy amfiprion złoty (Amphiprion perideraion) oraz ryb z rodziny chetonikowatych[6].

## Zagrożenia
Ponad połowa raf Zatoki Kimbe jest zagrożona. Rafy koralowe w zatoce są narażone na blaknięcie ze względu na globalne ocieplenie. Są zagrożone także przełowieniem. Z tych powodów zespół MPA przez ponad dwa lata opracowywał projekt, pozwalający uratować rafy przed wyginięciem. Proces wdrażania rozpoczął się w 2007 roku. Do 2009 roku naukowcy mieli wypełnić połowę planu.
Historia ochrony raf koralowych w Zatoce Kimbe sięga roku 1983, kiedy to Max i Cecilie Benjamin otworzyli kurort Walindi Plantation Resort nad jej brzegiem.
Z powodu podnoszenia się poziomu mórz i oceanów łowiska, a także osady stworzone przez mieszkańców miejscowości przybrzeżnych zagrożone są podtopianiem, i w dalszej kolejności zniszczeniem.
Ponadto lasy tropikalne otaczające Zatokę Kimbe są także zagrożone wylesianiem. Już obecnie znaczna część naturalnego środowiska lądowego wokół zatoki została zniszczona i przeznaczona na uprawy, m.in. na uprawę palm olejowych. Zanieczyszczenia z terenów rolniczych także stanowią zagrożenie dla raf koralowych.